# FNS27時間テレビ (2019年)
『FNS27時間テレビ にほんのスポーツは強いっ!』（エフエヌエスにじゅうななじかんテレビ にほんのスポーツはつよいっ!）は、フジテレビ系列（テレビ大分は除く）で2019年11月2日（土曜日）18:30 - 11月3日（日曜日）21:54（JST）まで生放送された33回目となる『FNS27時間テレビ』。

## 概要
2019年7月7日にフジテレビから11月2日・3日に放送されることが発表された。また、2016年以来3年ぶりに生放送主体に戻った。
本年の番組テーマは「にほんのスポーツ」。当初2020年に開催予定であった『2020年東京オリンピック』へ向けて日本のスポーツを取り上げた。スポーツが本番組のメインテーマとなるのは1996年の第10回以来23年ぶりとなった。
今回は、放送時期が前々年・前年の9月から11月へ変更 された。本番組が11月に放送されるのは番組史上初で、『FNS27時間テレビ』の歴史で放送時期が最も遅い。
総合司会を3年連続でビートたけし、キャプテンを村上信五（関ジャニ∞）がそれぞれ務める。3年連続は中居正広（1998年 - 2000年・2014年 - 2016年）以来3年ぶり。たけしは最年長MC記録を3年連続で更新した。
この回から製作総指揮は遠藤龍之介社長に交代し、3年ぶりに新設された制作代表には宮内正喜会長が就任した。
令和最初の『FNS27時間テレビ』であり、翌年の2020年は東京オリンピック閉幕後の8月中旬に生放送する予定だったが、新型コロナウイルス感染症の影響などで収録が困難となり、番組史上初の放送中止を決定した。その後も2022年まで放送を中止する形となり、2023年夏に生放送で4年ぶりに復活した。2020年はネプリーグで新人アナお披露目となった。

## 主な出演者
総合司会
- ビートたけし

キャプテン
- 村上信五（関ジャニ∞） - 前年までに引き続き、番組の大部分の進行を務めた。

マネージャー
- 松岡茉優

給水所長
- バカリズム

進行
- 永島優美（フジテレビアナウンサー）

ダンスリポーター
- 柴田英嗣（アンタッチャブル）
- 久慈暁子（当時フジテレビアナウンサー）

ボウリングリポーター
- 山崎静代（南海キャンディーズ）
- 横川尚隆（日本ボディビル選手権チャンピオン）
- 榎並大二郎（フジテレビアナウンサー）

## 企画・コーナー
今回の27時間テレビは『27個のスポーツにまつわるセクション』をテーマに放送され、そのタイトルが書かれた数字のブロックが差し込まれる形でコーナーが始まった。ブロックが差し込まれる映像は4パターンあった。
- 『将棋』…白い服を着た謎の男が27個の数字ブロックの中から「1」のブロックを手に取り、差し込み口に挿入する。
- 「バカリズム スポーツの謎」に割り当てられている各セクション…村上か松岡がドアに据え付けられている差し込み口にブロックを挿入する。するとドアが開いて収録スタジオが出現し、コーナーが開始する。
- 『先生』…村上が生放送のカメラの前で差し込み口の小道具に「27」のブロックを挿入する。
- それ以外の各セクション…差し込み口に数字ブロックが差し込まれるCG映像。

メイン通し企画
- 10レーン連続ストライクへの挑戦

ボウリング自慢の芸能人たちが、難題“10レーン連続ストライク”に挑戦し強さを見せる。結果、一人も成功は出来なかった。
- - MC：山崎静代（南海キャンディーズ）、横川尚隆（日本ボディビル選手権チャンピオン）、榎並大二郎（フジテレビアナウンサー）
  - 企画挑戦者：稲村亜美、ダリア・パヨンク（世界No.1女子プロボウラー）、 塚田僚一（A.B.C-Z）、丸山桂里奈（サッカー）、水野聡太（天才キッズ）、村田雄浩、横尾渉（Kis-My-Ft2）、ボウリングナショナルチーム 他
- バカリズム スポーツの謎

バカリズムが「よく考えたらおかしくない?」と思うことをフリップで提案。マラソンコースの給水所のように、番組の随所に何度も登場した。
生放送コーナーの準備や出演者の移動、休憩時のつなぎコーナーであり、一昨年、昨年と同様に事前収録。
- - 出演：村上信五、松岡茉優、バカリズム、木村沙織（バレーボール）、武井壮、谷亮子（柔道）他

FNS27局企画
- FNS系列局対抗 もう二度と見られない!?全国スポーツ秘蔵映像は強いっ!GP

FNS系列で眠っている“スター選手の学生時代の映像”などのお宝映像を蔵出しする。
たけし賞は達川光男関わりのテレビ新広島・テレビ西日本のW受賞となった。
- - MC：ビートたけし、村上信五、林修、松岡茉優、FNS系列局アナウンサー
  - 進行：永島優美（フジテレビアナウンサー）
  - 出演：アンドレス・イニエスタ（サッカー、VTR出演）、達川光男（野球、広島県尾道市の広島ガス尾道支店から中継出演）、増田明美（陸上競技、VTR出演）

アニメ企画
- キャプテン翼

サッカー日本代表の長友佑都が本人役として登場。また、同作がフジテレビ系列で放送されるのは、1994年から1995年にかけて放送されたキャプテン翼J以来25年ぶりとなる。『国宝にんげん』内で放送。また『FNS系列局対抗 もう二度と見られない!?全国スポーツ秘蔵映像は強いっ!GP』内でも再放送された。

### タイムテーブル
グランドオープニング
このグランドオープニングを含む一部コーナーを本社・V4スタジオに作られたスタジアムに見立てたメインセット「27スタジアム」から放送した。
たけしと村上が将棋を指すシーンから始まり、例年行われているタイトルコールはされなかった。
- - 出演：ビートたけし、村上信五、松岡茉優、永島優美（フジテレビアナウンサー）、「令和教育委員会」解答者
- 令和教育委員会〜体育の時間SP〜

FNSの日内のコーナーとしては1995年夏以来24年ぶりかつ令和になって初めての『平成教育委員会』を生放送で行った。スポーツにまつわる『FNS27時間テレビ』ならではのスペシャルな問題を出題。チャレンジ企画では、米村でんじろう発案の実験や、「弓馬術VS脚力自慢」の対決を生中継で行った。
最優秀生徒は加藤シゲアキ。発表時には次のコーナーに出演する太田光が乱入した。
グランドフィナーレ企画の「ダンスができないセブンティーチャーズ」でダンス振付を担当したシットキングスの名前の由来をたけしがズバリ当てるという奇跡が起きた。
- - MC（先生）：ビートたけし（北野武名義）
  - 助手：村上信五
  - 進行：永島優美（フジテレビアナウンサー）
  - 出演：松岡茉優（解答者ではなくMC席での出演）、林修、安藤美姫（フィギュアスケート）、伊沢拓司、いとうあさこ、大久保佳代子（オアシズ）、岡島秀樹（野球）、岡田結実、ガダルカナル・タカ、加藤シゲアキ（NEWS）、加藤一二三、カンニング竹山、劇団ひとり、武井壮、千原ジュニア（千原兄弟）、中澤佑二（サッカー）、バイきんぐ、丸山桂里奈（サッカー）、森田望智、ゆりやんレトリィバァ、米村でんじろう、矢部太郎（出題VTRに出演）、飯尾和樹（ずん、セットや大道具を運ぶ係として出演）、山口喜久一郎（テレビ西日本アナウンサー）、堀田篤（関西テレビアナウンサー）
- さんまのお笑い向上委員会

3年ぶりの生放送で今年のテーマである＜スポーツ＞にちなみ、さんまをはじめとする出演芸人全員が“憧れのオリンピック選手”（太田光のみスポーツとは無関係のピエロ姿）に扮装し、日本のスポーツについて話し合うが、この時間帯も太田は暴走を続け、スタジオ内は異様な雰囲気となった。恒例となったたけし扮する火薬田ドンも本社・フジさんテラスから生中継で当コーナーに登場した。また、たけしは「足立区職員・財産トラれもん」に扮し、自身の離婚をネタにしたオリジナルの体操「離婚体操」を披露。
当コーナー内にて、1987年の『一億人のテレビ夢列島』から33年連続皆勤出演しているさんまに遠藤龍之介社長（当時）から感謝状が贈呈された。
- - MC：明石家さんま
  - アシスタント：久代萌美（当時フジテレビアナウンサー）
  - 出演：村上信五、松岡茉優、関根勤、今田耕司、太田光（爆笑問題）、蛍原徹（雨上がり決死隊）、堀内健（ネプチューン）、ずん、藤本敏史（FUJIWARA）、土田晃之、陣内智則、くっきー!（野性爆弾）、小峠英二（バイきんぐ）、川島明（麒麟）、加藤歩（ザブングル）、岩井ジョニ男（イワイガワ）、かまいたち、チェリー吉武、稲田直樹（アインシュタイン）、バービー（フォーリンラブ）、昴生（ミキ）、鬼越トマホーク、ナダル（コロコロチキチキペッパーズ）、ガンバレルーヤ、ゆりやんレトリィバァ、板倉俊之（インパルス）、EXIT、チャンス大城、間寛平、村上ショージ、ジミー大西、松尾伴内、遠藤龍之介（当時フジテレビ社長、製作総指揮兼任）
- 明石家さんまのラブメイト10

2000年から17年連続で放送され、『FNS27時間テレビ』の名物企画であった「ラブメイト10」が3年ぶりに復活。セット、演出共に「さんま・中居の今夜も眠れない」と同じ（ポスターなど小道具の種類、配置に変更あり）であり、さんまがこの1年で気になった女性（一般人から芸能人まで）をカウントダウン形式で独身お笑い芸人、いわゆる「アローン会」メンバーの今田耕司と岡村隆史と共に発表した。
コーナー途中で『S-PARK』『FNNニュース』が挿入された。
- - MC：明石家さんま、今田耕司、岡村隆史（ナインティナイン）
  - 『S-PARK』担当：宮司愛海（フジテレビアナウンサー）
  - 『FNNニュース』担当：奥寺健（フジテレビアナウンサー）
- スポーツ記者 記事にしなかったウラ特ダネ生テレビ

「記事にはしなかったけど、実は大スクープ!」「この目で見た!あのアスリートの決定的瞬間」「ある一定層の読者にだけは反響がすごかった、細かすぎるスクープ」「出しどころがなかった本当にすごい話」など、スポーツ界に精通した記者や元アスリートがとっておきのウラ特ダネ情報をスタジオで発表。東野幸治と村上が“採用”か“お蔵”かを判定する。
- - MC：東野幸治
  - 進行：永島優美（フジテレビアナウンサー）
  - 出演：村上信五、バカリズム、朝日奈央、松村邦洋、金村義明（野球）、佐藤修（ボクシング）、スポーツ記者の方々
- 国宝にんげん

未来に残したい技術を持つ人間国宝級の方々に密着。重量挙げ金メダルで日本を沸かせた三宅義信、30年破られないやり投日本記録・溝口和洋、イチローや松井秀喜を支えたバット職人・名和民夫といった、スポーツの“国宝にんげん”にスポットを当てる。また、上述したアニメ企画『キャプテン翼』もこのコーナーの中で放送。生放送ではなく、事前収録で行われた。
- - MC：村上信五、松岡茉優
  - 出演：ビートたけし、所ジョージ、長友佑都（サッカー）、松山英樹（ゴルフ）、宮本慎也（野球）他
  - 国宝にんげん：高橋陽一（『キャプテン翼』作者）、名和民夫（イチローや松井秀喜を支えたバット職人）、溝口和洋（30年間破られていないやり投げの日本記録保持者）、三宅義信（重量挙げ金メダリスト）
- 関ジャニ∞クロニクル

全国の「マイナースポーツ部」にスポットライトを当てる。また、「イケメン!カメラ目線」に挑戦。イケメンランキングを決める。
大阪の東百舌鳥高校が到着した時に関ジャニ∞のメンバーと松岡茉優・林修の7人がサプライズで迎えていた。そして生徒は2分足らずでダンスモードに変わる早技も披露していた。
- - 出演：関ジャニ∞、松岡茉優、林修、永島優美
- めざましテレビ

『イノ調（しら）』では、オリンピックを目指す次世代アスリートを徹底調査。最年少での東京オリンピック出場を期待されている高飛び込みの玉井陸斗を伊野尾が取材。トレーニングの様子を見学、体験する。『きょうのわんこ』では、『27時間テレビ』特別企画として、ドジャースの前田健太のわんこを紹介。「紙兎ロペ」では、伊野尾が猫のキャラクターとなって初登場する特別企画を放送。
- - 出演：めざましテレビレギュラー（三宅正治、永島優美、伊野尾慧（Hey! Say! JUMP）、軽部真一、生田竜聖、久慈暁子、阿部華也子）、村上信五、玉井陸斗（水泳（飛込））、前田健太（野球 ロサンゼルス・ドジャース）他
  - 『FNNニュース』担当：山中章子（フジテレビアナウンサー）
- くいしん坊!万才FES

昨年に引き続き(事前収録)、松岡修造がたけしと村上に超豪華アスリートたちにまつわる「○○飯」を紹介。世界を舞台に戦うアスリートたちが“勝つために何を食べているのか?”＝EAT TO WINを探る。また、超一流アスリートをスタジオに招き、松岡修造がこれまでに食べてきた3300食の中から、そのアスリートにマッチした料理を紹介した。
- - このコーナー途中で福岡の精華女子がお台場に到着した。
  - 出演：松岡修造、澤穂希（サッカー）、松井秀喜（野球）、吉田沙保里（レスリング）、ビートたけし、村上信五、松岡茉優他
- くいしん坊!万才プレゼンツ 修造もビックリ!トップアスリートのおどろきメシ

テニスをはじめ、水泳、ゴルフなど、さまざまな種目の競技を取材している松岡修造が、世界の大会でこっそり知ってしまった世界のトップアスリートの意外な食べ物を発表した。このコーナーも事前収録。
- - 出演：松岡修造、村上信五、松岡茉優、永島優美、上原浩治（野球）、菊池風磨（Sexy Zone）、古賀稔彦（柔道）、澤部佑（ハライチ）、長谷川穂積（ボクシング）、北斗晶、吉田沙保里（レスリング）他
  - 『FNNニュース』担当：新美有加（フジテレビアナウンサー）
- FNS系列局対抗 もう二度と見られない!?全国スポーツ秘蔵映像は強いっ!GP
  - 出演：ビートたけし[注 7]、村上信五、松岡茉優、林修、FNS系列局アナウンサー、永島優美（フジテレビアナウンサー）
  - VTR出演：アンドレス・イニエスタ（サッカー）、増田明美（陸上競技）
  - 中継出演：達川光男（野球） - 広島県尾道市内から出演。
  - 2016年のテレビ長崎以来となる3年ぶりの単独優勝局の誕生が期待された今回の2019FNSスーパーカップだったが、達川のネタを出したテレビ新広島とテレビ西日本の2局同時優勝となった。これ以降、FNSスーパーカップは2020年以降、3年連続で新型コロナウイルス感染拡大に伴う放送中止に伴い開催中止となっている。
- 競馬中継[11]

第57回アルゼンチン共和国杯（東京競馬場）および第9回みやこステークス（京都競馬場）を中継放送。みやこステークスについては、1つ前の『全国スポーツ秘蔵映像は強いっ!GP』に出演したたけし・村上・松岡・林と西村が予想を披露し、たけしがみやこSの枠連を的中させた。アルゼンチン共和国杯は林のみ予想を披露したが、本命としていた馬が2着に入った。
- - MC：佐野瑞樹（フジテレビアナウンサー『みんなのKEIBA』MC）・西村まどか
  - アルゼンチン共和国杯中継 - 解説：細江純子、実況：福原直英（フジテレビアナウンサー）
  - みやこステークス中継 - 実況：石田一洋（関西テレビアナウンサー）
- 池上彰&たけしの世界のスポーツとお金のはなし

スポーツを「お金」という面から見たニュースを池上彰とたけしが読み解いていく。スポーツの中国ブランドの急成長ぶりや米中スポーツビジネス戦争を解説。さらに、日本スポーツビジネスの世界進出の現状に迫る。
またコーナー途中で『FNNニュース』が挿入された。
- - 出演：池上彰、ビートたけし、村上信五、松岡茉優、永島優美
  - 『FNNニュース』担当：竹内友佳（フジテレビアナウンサー）
- たけし・さんまの有名アスリートの集まる店

さんま扮するスナックの“貴子ママ”と、たけし扮する常連客の“鬼瓦権造”がいるお店に、豪華ゲストが現れトークを繰り広げる『有名人の集まる店』が20年ぶりに復活（事前収録）。村上は“鬼瓦権造”の息子・“鬼瓦大納言”として権蔵と同じ衣装・メイクで登場した。また、たけし・さんま・村上による「飲めましぇん」の新作コントも披露した。
- - 出演：ビートたけし、明石家さんま、村上信五、桐生祥秀（陸上競技）、浜口京子（レスリング）、村上佳菜子（フィギュアスケート）

さんまは18時30分以降アニメパートになるためここで退場〈「行列のできる法律相談所」出演のため〉。
- サザエさん[注 8]

前年に引き続き村上が3本目にゲスト出演。1・2本目は通常の内容だったが、3本目は「サザエさん」×「スポーツ」ということで、村上がマラソンランナーになり、磯野家に新しい国立競技場を紹介する内容だった。なお、放送直前にマラソンの開催地が札幌に決まったものの、制作時期の関係からかオチがそのまま「新国立競技場にゴールする」というものだった。そしてFNS27時間テレビでの唯一の解説放送である。
なお同年8月25日放送分よりフグ田マスオ役が増岡弘から田中秀幸に交代したため、田中は初の『FNSの日』出演（この後増岡は翌2020年3月21日に逝去）、また1969年10月開始以来フグ田タラオを演じていた貴家堂子が2023年2月5日に急逝（タラオ役は同年3月5日放送分より愛河里花子に交代）、貴家は最後の『FNSの日』出演となった。
- - 声の出演（ゲスト）：村上信五

グランドフィナーレ
- あの悔しかった日があるから、強くなれた!

数々の雪辱を果たしながら進化してきた“にほんのスポーツ”。スポーツ史に残る「悔しいシーン」や「復活シーン」を振り返りながら、その悔しさから学んで今強くなってきた“にほんのスポーツ”の進化の理由を掘り下げる。
このコーナーのオープニングでたけしがスペシャルゲストとして生出演したラグビー日本代表主将のリーチに自画像をプレゼントしていた。自画像はリーチの他にも開幕戦のロシア戦でハットトリックを達成した松島幸太朗、更にはスコットランドのエース・10番フィン・ラッセルも描かれていた。
コーナーの途中で『フジテレビ系列東京2020オリンピックキャスター』が発表され、村上信五・野村忠宏・宮里藍・宮司愛海アナウンサーの4人が紹介された。担当するのは野村が3回目でそれ以外の3人（村上・宮里・宮司）は初挑戦となる。
このコーナーの最後には野村がラグビー日本代表の3人（リーチ、堀江、福岡）に今後の目標や人生の野望等を質問し、主将のリーチは『S-PARK』の取材の為にここで退席した。
- - 出演：ビートたけし[注 9]、村上信五、松岡茉優、林修[注 10]、太田光（爆笑問題）、柴田英嗣（アンタッチャブル）、野村忠宏（柔道）、宮里藍（ゴルフ）、石川祐希（バレーボール）、瀬戸大也（水泳（競泳））、平野美宇（卓球）、リーチ・マイケル・堀江翔太・福岡堅樹（ラグビー日本代表）、中山忍・松井玲奈（再現ドラマ）他
- ダンスができないセブンティーチャーズ

強豪ダンス部を持つ高校から“ダンスに苦手意識を持つ先生たち”を選出。先生たちの練習の成果を、世界的ダンスパフォーマンスグループ・s**t kingz（シットキングス）の演出・振付によるダンスで披露。まず、先生たちが勤務する5校のダンス部部員総勢200人以上で、フジテレビ開局60周年を記念してフジテレビ系列が放送してきた昭和・平成の時代を彩ったドラマ・アニメ・バラエティといった各番組の楽曲を“名曲リミックスメドレー”として踊りつないだ後、s**t kingzとともに数か月の猛特訓を重ねた先生たちが、今回の『FNS27時間テレビ』の大トリ中の大トリとして、フジテレビ社屋のステージから全国へ向けて練習の成果を生披露した。また、番組終盤で恒例となっている新人アナウンサーによる提供読みも3年ぶりに生放送で行った。
- - 出演・立会人：ビートたけし、村上信五、松岡茉優、林修、野村忠宏、宮里藍、堀江翔太・福岡堅樹
  - ダンス部高校生：日本体育大学荏原高校（東京）、宝仙学園高校（東京）、神奈川県立百合丘高校（神奈川）、精華女子高校（福岡）、大阪府立東百舌鳥高校（大阪）

- 提供読み：藤本万梨乃（フジテレビ新人アナウンサー）、堀池亮介（同）
  - 立会人：佐野瑞樹

## 視聴率
関東地区全放送時間の平均視聴率は5.8%で、昨年の7.3%から1.5ポイント下回り過去最低を更新。瞬間最高視聴率は3日18:54の「サザエさん」放送中で12.8%。一方関西地区は全放送時間の平均視聴率が7.2%、瞬間最高視聴率が3日17:59の「たけし・さんまの有名アスリートの集まる店」放送中で13.8%（両地区ともビデオリサーチ調べ、世帯・リアルタイム）。
| 視聴率 | 放送時間           | 当該時間帯に概ね放送されたコーナーの名称                                                                     |
| ------ | ------------------ | --- |
| 06.2%  | 2日 18:30 - 19:00  | グランドオープニング                                                                                         |
| 05.9%  | 2日 19:00 - 21:00  | 令和教育委員会                                                                                               |
| 07.3%  | 2日 21:00 - 23:00  | 令和教育委員会〜さんまのお笑い向上委員会                                                                     |
| 06.6%  | 2日 23:00 - 翌0:30 | さんまのお笑い向上委員会〜明石家さんまのラブメイト10                                                         |
| 03.8%  | 3日 0:30 - 5:00    | 明石家さんまのラブメイト10〜記事にしなかったウラ特ダネ生テレビ〜国宝にんげん                                 |
| 03.1%  | 3日 5:00 - 6:00    | 国宝にんげん                                                                                                 |
| 05.2%  | 3日 6:00 - 10:00   | 関ジャニ∞クロニクル〜めざましテレビ〜くいしん坊!万才FES                                                      |
| 04.9%  | 3日 10:00 - 13:00  | くいしん坊!万才FES〜修造もビックリ!トップアスリートのおどろきメシ                                            |
| 05.8%  | 3日 13:00 - 15:50  | もう二度と見られない!?全国スポーツ秘蔵映像は強いっ!GP〜競馬中継〜池上彰&たけしの世界のスポーツとお金のはなし |
| 07.4%  | 3日 15:50 - 18:30  | 池上彰&たけしの世界のスポーツとお金のはなし〜たけし・さんまの有名アスリートの集まる店                        |
| 08.3%  | 3日 18:30 - 21:54  | サザエさん〜グランドフィナーレ                                                                               |

## 関連番組

### 事前番組
今週の土曜&日曜は27時間テレビ
- 2019年10月29日 0:25 - 0:35
- 2019年10月30日 0:55 - 1:05
- 2019年10月31日 0:25 - 0:35
- 2019年11月1日 0:25 - 0:35
- 2019年11月2日 0:55 - 1:05

27時間テレビがわかる店
- 2019年11月2日 13:30 - 14:30（『土曜ワイド』第1部[注 11]）

### 事後番組
ノンストップ!
- 村上信五に密着し、番組の裏側などが放送された。

## スタッフ
[FNSの日 制作実行委員会]
- - 実行委員長：田村敬
  - 副委員長：塚越裕爾、矢延隆生
  - 事務局長：髙橋伴文
  - 事務局次長：立本洋之、立松嗣章、齋藤翼
  - ネットワーク部：佐藤真紀子、野上千草、宮川健、齋田悠
  - 編成：春名剛生、島本講太、佐藤未郷、鎌瀬慎吾、高田雄貴、宮本一繁、前田泰成、野﨑理、江花松樹
  - 広報宣伝：神﨑素子
  - 編成メディア推進：枝根聡樹
  - 営業推進部：丹羽花奈、安部花恵
  - 総務推進部：丹羽和重
- 構成：田中直人、宮丸直子
- リサーチ：喜多あおい、小森映子、長尾樹、山岸正明
- 作家：安部裕之、遠藤昇輝、大岩賞介、大野ケイスケ、オークラ、岡田幸生、尾首大樹、金森直哉、岐部昌幸、木村祐一、倉本美津留、小山賢太郎、須平敦宣、高橋秀樹、田中到、長谷川朝二、久住祐摩、福原フトシ、藤谷弥生、藤本昌平、松井洋介、丸山コウジ、矢野了平、森泉たつひで、渡辺健久
- ナレーション：橋本さとし、三村ロンド

<フジテレビ技術>
- - 技術プロデューサー：馬塲義土
  - TM：長田崇、斉藤伸介、田熊克二、高瀬義美、古川毅、山下悠介
  - TD・SW：真野昇太、高田治、長瀬正人、村川正晃、先崎聡、岩田一已、宮崎健司、大嶋徹、藤田勝巳、片平哲也、輿水卓、藤本伸一

<中継スタッフ>
- 〈ダンス企画〉
  - ～大阪中継～
    - TD：岩崎裕司（KTV）
    - カメラ：井上佑介（KTV）
    - VE：松井勝正（KTV）

  - ～福岡中継～
    - TD：仲田雄治（TNC）
    - VE：児玉茂（TNC）
    - AUD：大串真亮（TNC）
- 〈FNS企画〉
  - ～広島・尾道中継～
    - TD：佐々木誠治（TSS）
    - カメラ：桐山風馬（TSS）
    - 音声：瀧島敬史（TSS）

  - カメラ：高瀬和彦、横山政照、秋山勇人、藤江雅和、長尾康平、小出豊、新美高志、遠藤俊洋、菊池謙、畠山直人、飯島知紀、植松賢一、橋村実、福永顕芳、渡邊健太郎、堀田香菜美
  - 映像：米田祐基、小幡成樹、水野博道、宮本学、山下将平、齋藤雄一、土井理沙、志賀史武、富田祐介、横井甲児、井上貴人、関口貴久、富澤貴啓、蜷川太一、古賀航
  - 音声：元山拓巳、斎藤由佳、森田篤、浮所哲也、本間祥吾、鈴木洋介、佐藤博隆、松本良道、河野弘幸、日置健太郎、西村健作、村脇昭一、戸田裕生、絹山幸広、渋谷裕之、神田英幸、高橋敬、髙橋幸則、小清水健治
  - PA：溝口賢蔵、秋野岳夫
  - 照明：安藤雄郎、楢橋秀満、小林敦洋、川田敦史、北澤正樹、松浦喬史、藤沢勝、堀田耕二、小熊豊、奈良芳男、西野大介、渡辺啓史、池田好一、清水智、川埜允史、中村貞敏、松岡慶子
  - CG技術：遠山健太郎、渡邊風太、兼口敦音
  - 回線：宮原広、近政秀紀、小形花菜子
  - 放送技術：伊藤香水未、小林大地、須藤美早紀
    - フジテレビ オール技術スタッフ
- 技術協力：fmt、ニユーテレス、共テレ、田中電設工業、サンフォニックス、明光セレクト、共立、デジデリック、インターナショナルクリエイティブ、マルチバックス、だだだ、テーク・ワン、イメージランド、ジェイ・クルー、TOP SPIN、放映サービス、ビジュアルコミュニケーションズ

<フジテレビ美術>
- - 美術プロデューサー：三竹寛典
  - デザイナー：鈴木賢太、邨山直也、安部彩、杉山宏樹、西出光豊
  - 美術進行：椛田学、林勇、三上貴子、谷元沙紀、石田博己、平山雄大、村瀬大、西嶋友里、中村秀美、鈴木あみ、太田菜摘、内山高太郎、塩谷達郎、徳永法子、堀内信武、楫野淳司
  - CG統括・デザイン：木本禎子
  - CG制作：相馬揚介、八十嶋典子、武井裕介、秋里直樹、山田健介、井澤由花子、勝又透江、今井美夏、坂田亜希穂、上床隼人、平山智則、清淳平、岩﨑光明、齋藤一広、平原洋輔、浅野莉穂、小田島麗香、宮門裕、村田那奈
  - CG送出：当銀優季、草崎祐一郎、宮下幸恵、大竹雄一郎、齋藤芳崇、三橋麻美、七海菜美、村川由樹、木村健史郎、近藤幹也
    - フジテレビ オール美術スタッフ
- 美術協力：東宝舞台、チトセアート、ナカムラ綜美、ヤマモリ、テレフィット、テルミック、興進電化、コマデン、エスケイシステム、野沢園、京花園、東京特殊効果、千葉洋行、ファイバーワーク、山田かつら、京阪商会、東京衣裳、フジアール
- 編集：横山勇介、赤道淳也、青木秀幸、井上三郎、井上真一、門山周介、金児良介、木村信彦、多田謙悟、増田徳樹、山下大樹
- MA：阿部雄太、足達健太郎、伊藤一馬、上松紗弓、片桐麻莉子、土屋由香、水野学、横山圭美、吉田肇、中村美来
- 編集協力：IMAGICA、共同テレビジョン、スタジオヴェルト、J-WORKS、アッパーアローズ、ENO.STURIO、ヴェントゥオノ、casinodrive
- 音響効果：田中寿一、江口尚人、大久保吉久、上野大、岡田淳一、鈴木勉、千本洋、星裕介、村松聡、橅木正志、矢部公英、若林雄二、渡辺徹
- 番組アーカイブ：富永章夫、田中礼子、伊藤美智子
- データ放送：清水淳司、高島裕司、腰塚悠、安部文紀、八田孝志、田岡佳子、仙波陽平、山田博昭、齋藤浩史、水川裕佳子
- 写真・資料提供：アフロ、ゲッティ、PIXTA
- 映像協力：株式会社Jリーグメディアプロモーション、公益財団法人日本サッカー協会、ITTF、ATTU、IWF
- 撮影協力：鴻巣市フィルムコミッション、静岡県富士水泳場、札幌山の手高校ラグビー部、西洋料理 Maykiss、コスモスアリーナふきあげ、全日本ボウリング協会、日本プロボウリング協会、東京ポートボウル、株式会社ニシ・スポーツ、ENTERBAY、薬樹株式会社、DAM第一興商、JDACS
- 調査：株式会社聚珍社
- 制作協力：共同テレビジョン、EAST ENTERTAINMENT、SPIN GLASS、FCC、BEE BRAIN、D:COMPLEX、スタッフラビ、ローリング、ジーヤマ、花組、BERMUDA、ガスコイン・カンパニー
- 協力：T.Nゴン、ジャニーズ事務所、吉本興業、ヒラタインターナショナル、マセキ芸能社、ワタナベエンターテインメント、IMG、プロダクション人力舎、アミューズ、S KAKERU、タイタン、ティヴィクラブ
- サザエさん：森田浩光、渡辺恒也、田中洋一

『キャプテン翼』
- - 原作：高橋陽一（集英社ジャンプコミックス刊）
  - 監督・絵コンテ・演出：加藤敏幸
  - 総作画監督：石橋大輔
  - 美術監督：小山貴大
  - 色彩設計：横山さよ子
  - 撮影監督：山田和弘
  - 編集：肥田文
  - 音響監督：岩波美和
  - 制作担当：赤沼拓也
  - 協力：大好誠、小玉慶太（集英社）
  - アニメーション制作：david Production

『ハイキュー!!』
- - 原作：古舘春一（週刊少年ジャンプ連載中）

『黒子のバスケ』
- - 原作：藤巻忠俊（集英社ジャンプコミックス刊）

『令和教育委員会』
- - 監修：佐藤武義

『火薬田ドン 離婚体操』
- - 音楽制作・ピアノ伴奏：門司肇（門司音楽事務所）
  - 振り付け：渡辺美津子（美津子ダンスカンパニー）

『くいしん坊!万才FES』
- - 演奏：プラス民
  - チアリーディング：フェニックス

『ダンスができない7ティーチャーズ』
- - 『ワンピース』©️尾田栄一郎/集英社・フジテレビ・東映アニメーション
  - 『サザエさん』©️長谷川町子美術館

『ドラゴンボール』
「ドラゴンボール」第153話 1989年放映
- - 監督：岡崎稔
  - 脚本：小山高生 ©バードスタジオ/集英社・東映アニメーション
  - 『ちびまる子ちゃん』©さくらプロダクション/日本アニメーション
- タイムキーバー：江野澤郁子、色摩涼、海老澤廉子、楮本眞澄、後藤広子、後藤有紀、鈴木裕恵、高木美紀、田村ゆかり、平野美紀子、星美香、槇加奈子、松下絵里、水越理恵、山口奈保美、山本悦子
- デスク：高橋沙織、榎本かすみ・栗田美奈子、波多野有香
- フジテレビAD：飯沼慶治郎、石井泰成、井上美由、岩田信歩、内田葵、大野涼平、陶山春花、祖父江晃穂、髙塚啓太、田口澪、田中詩音、土田幸江、戸田有美、望月章一郎、和田完吾、佐藤大介、臼井舞花、庄賀由花
- フジテレビAP：梅野真未、岡田実、尾台優美、風見裕子、柴垣早智子、林淳子、馬場ゆうみ、古殿香織、森本有紀子、吉井美月、吉田恵美、李英叔
- フジテレビディレクター：青木孝之、朝吹晋伍、姉崎正広、荒井勇輔、安藤正俊、池田哲也、石武士、石塚幸一、板垣忠彦、井谷光太郎、糸川慶樹、成亥芳昭、上津原伸介、上西浩之、上原伸、牛嶋創一、内田誠司、内田光、内田義之、内山凌、大馬渡伸、大城浩一郎、大谷真也、大塚隆史、岡田圭太、奥野祐士、小澤雄一、勝木拓郎、加藤武、川島達樹、小島美一、小玉悟、斉藤健、澤田親宏、篠原崇、城間康男、新谷辰雄、杉野幹典、鈴木章浩、鈴木剛、鈴木浩晃、鈴木善貴、高木志歩、武田幹治、武田普助、武山聡志、多田美保、立川英弘、玉野鼓太郎、角山僚祐、津野若菜、出口敬生、戸田悠貴、寺下洋平、冨田直伸、中川将史、中陳陽太、永田修一、野上正純、畠山拓真、原島雅之、林裕之、萬匠祐基、日置祐貴、平岩憲和、福盛健太、夫馬教行、松井美保、松木拓海、松澤祐介、松永健太郎、松村淳、水野達也、宮木正悟、三宅恵介、森山奈央子、山本慶太、柳舘豪、八巻圭史、袰川斉、四居由佳、龍辰彦、渡辺剛、和田彩
- フジテレビプロデューサー：青木広美、明石令奈、五十嵐久也、石川綾一、乾弘明、植村敦、薄木瑠里、瓜生夏美、大江菊臣、太田一平、岡江美香子、緒方夏子、加藤智章、神尾昌宏、神原孝、桐谷太一、黒木彰一、古賀太隆、児玉芳郎、斉田泰伸、笹崎明奈、清水泰貴、菅野貴志、鈴木康祝、高橋利一郎、田中美咲、近澤駿、馬場美紗、濱潤、濱野貴敏、林田直子、藤村美里、藤本大介、本間学、前夷久志、松尾やす子、箕臼高志、茂呂あゆみ、矢﨑裕明、山本布美江、吉田宏、渡辺俊介
  - フジテレビ第二制作室&スポーツ局 オールスタッフ
- 本部AD：藤原麻衣、小林海斗、阪本奈央、折原彩音、古川周、柴田尚輝、茂木喜也、上島羽衣、丸田拓海、井上尚実、高嶺聡、古庄優香
- 本部ディレクター：木村剛史、林千恵子、佐藤秀樹、高橋正尚、宮川直樹、廣井敦、峠奈緒、勝部美帆、間島陸、須貝暢夫
- 本部プロデューサー：金佐智絵、安部公代、松本明美、竹内承、菊岡郁枝、岡村恭子、千葉洋美、宮崎孝幸、今尾千里
- テーマソング：関ジャニ∞『歓喜の舞台』（INFINITY RECORDS）
- スポーツディレクター：斎藤拓也、木村壮、山田圭祐
- スポーツプロデューサー：小須田和彦、岸原秀治、太田光史、井上直子
- 制作：佐々木将、戸渡和孝、亀高美智子、吉田豪、岡泰二、吉田博章、岡康治
- プロデューサー：松本祐紀、橋本英司、塩田千尋
- 監修：渡辺琢
- 総合演出：竹内誠
- チーフプロデューサー：中嶋優一
- 制作著作：フジテレビ/フジネットワーク27社